# 長岡市青少年文化センター
長岡市青少年文化センター（ながおかしせいしょうねんぶんかセンター）は、新潟県長岡市にかつて所在した文化施設である。愛称は「文化センター」。2019年3月末をもって閉館した。

## 施設概要
1969年6月に開館。2011年3月末までは温水プールが運営されていた。プールの大きさは25m×13m、水深は最も深いところで1.4mだった。
施設の1階に科学コーナー、2階には多目的ホール・和室集会室・集会室・化学実験室・陶芸室・クラブ活動室・パソコン室・図書コーナーが設置されていた。
館内はバリアフリー対応の構造ではなく、エレベーターなどの昇降設備は閉館時まで設けていなかった。
3階のプラネタリウムは直径10m、座席は同心円配列95席、投影機はミノルタ製のMS-10AT。
近年は建物裏側の駐車場の整備や、払い下げのアーケードゲーム機多数を館内の化学コーナーに設置したほか、多目的トイレを新設するなど改修工事を進めてきていたが、建物の老朽化が激しいことなどを理由に2019年3月31日をもって閉館した。

## ギャラリー

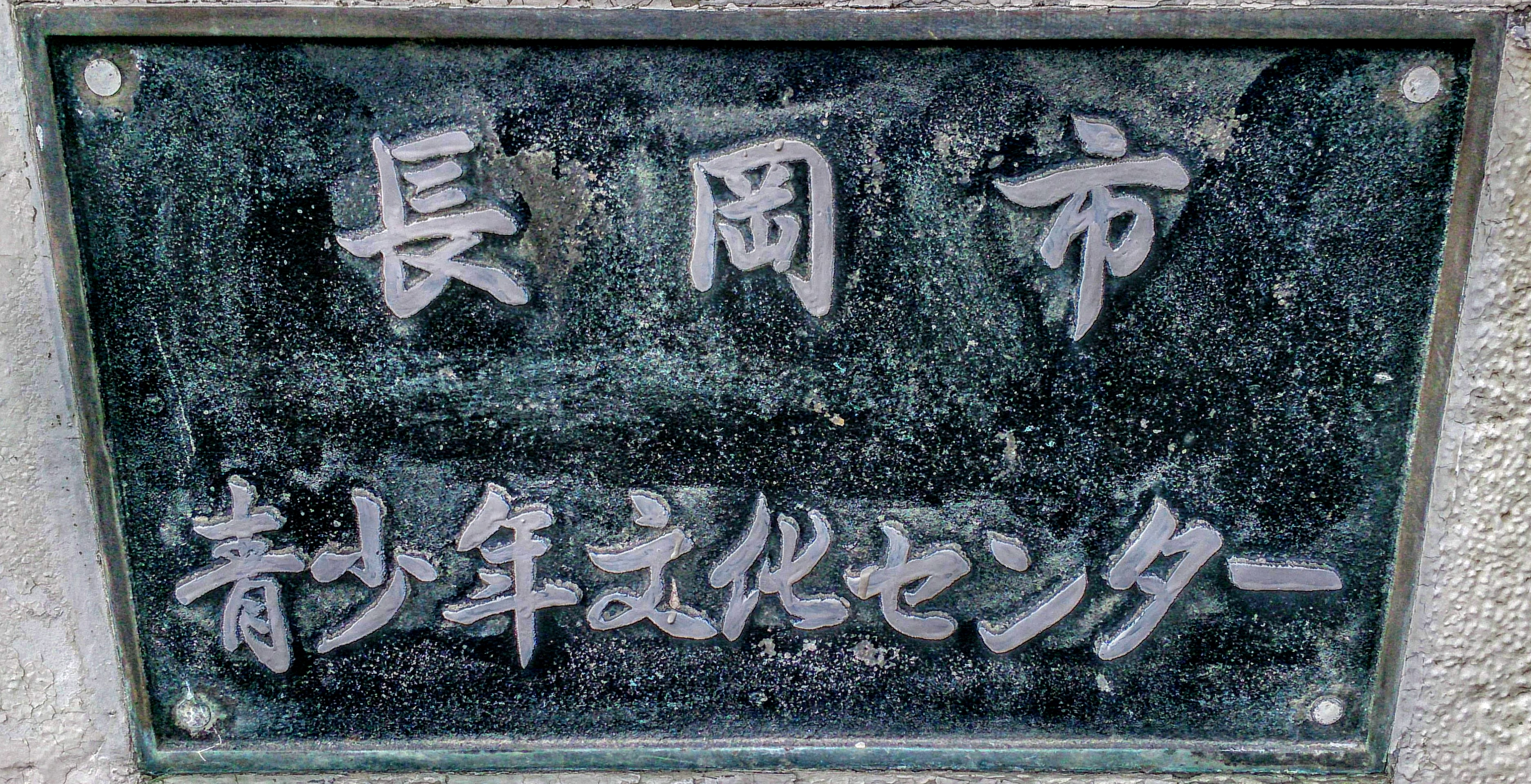
建物表示
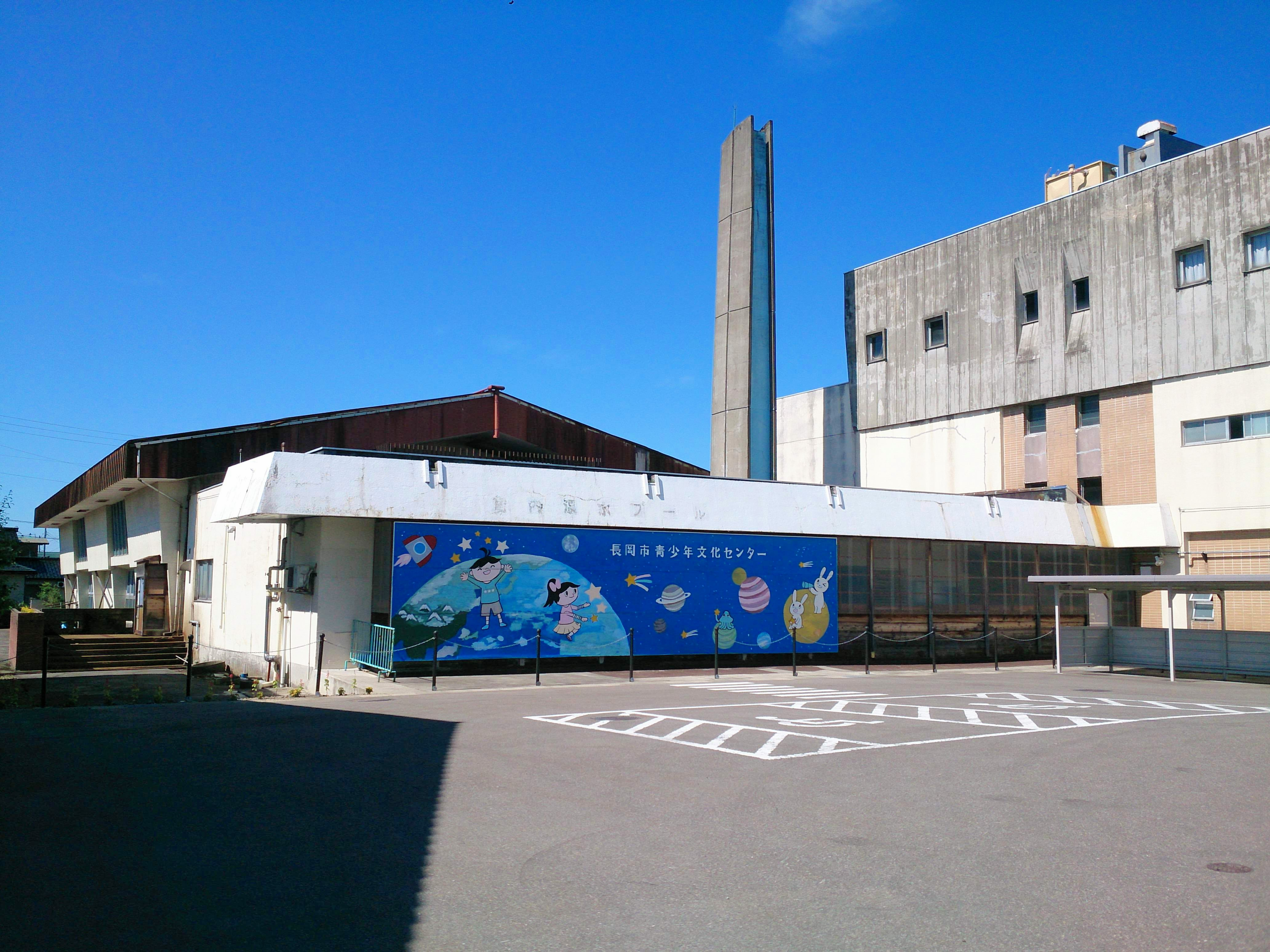
2011年に閉鎖された温水プール棟
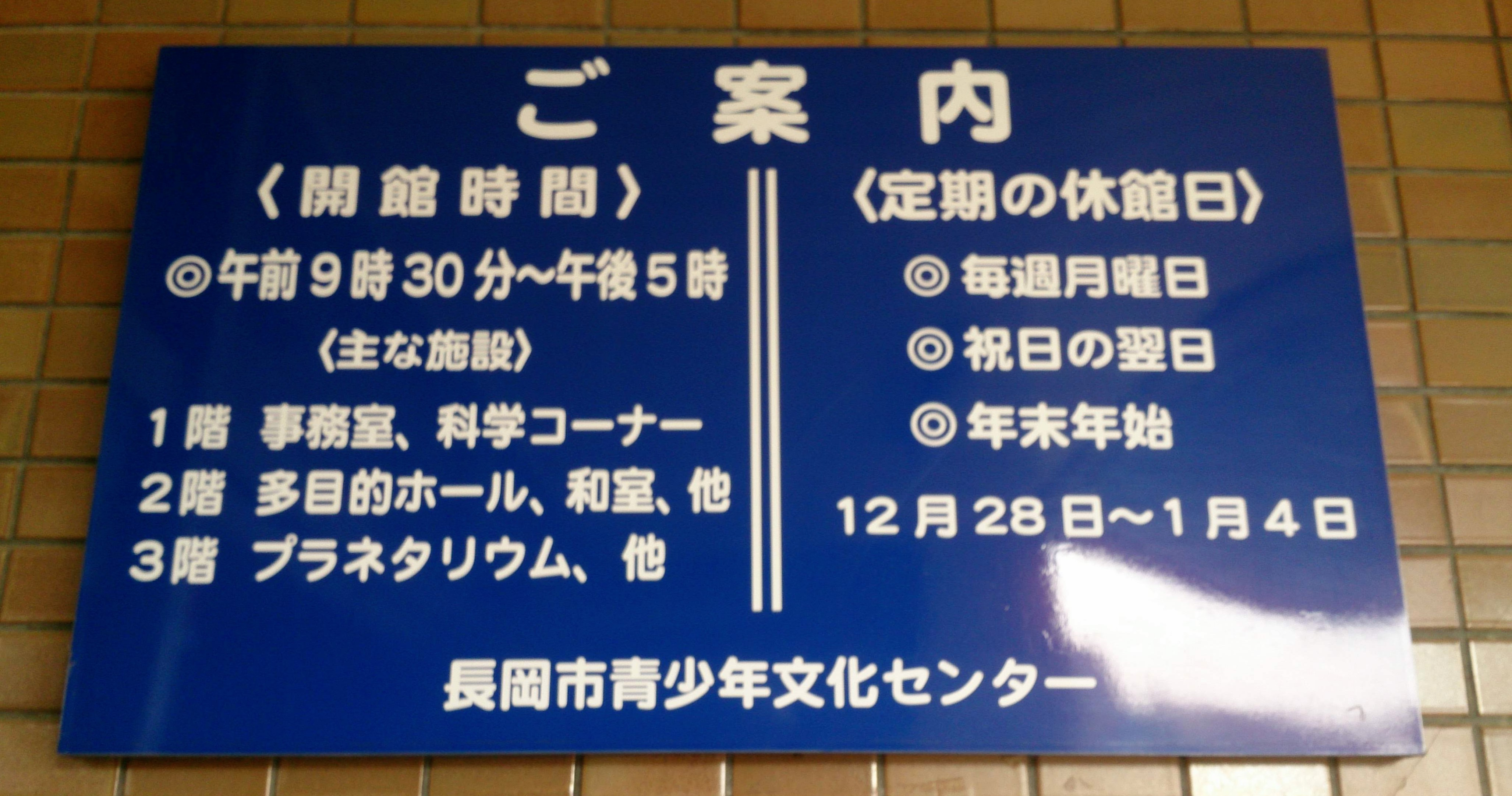
開館時間の表示
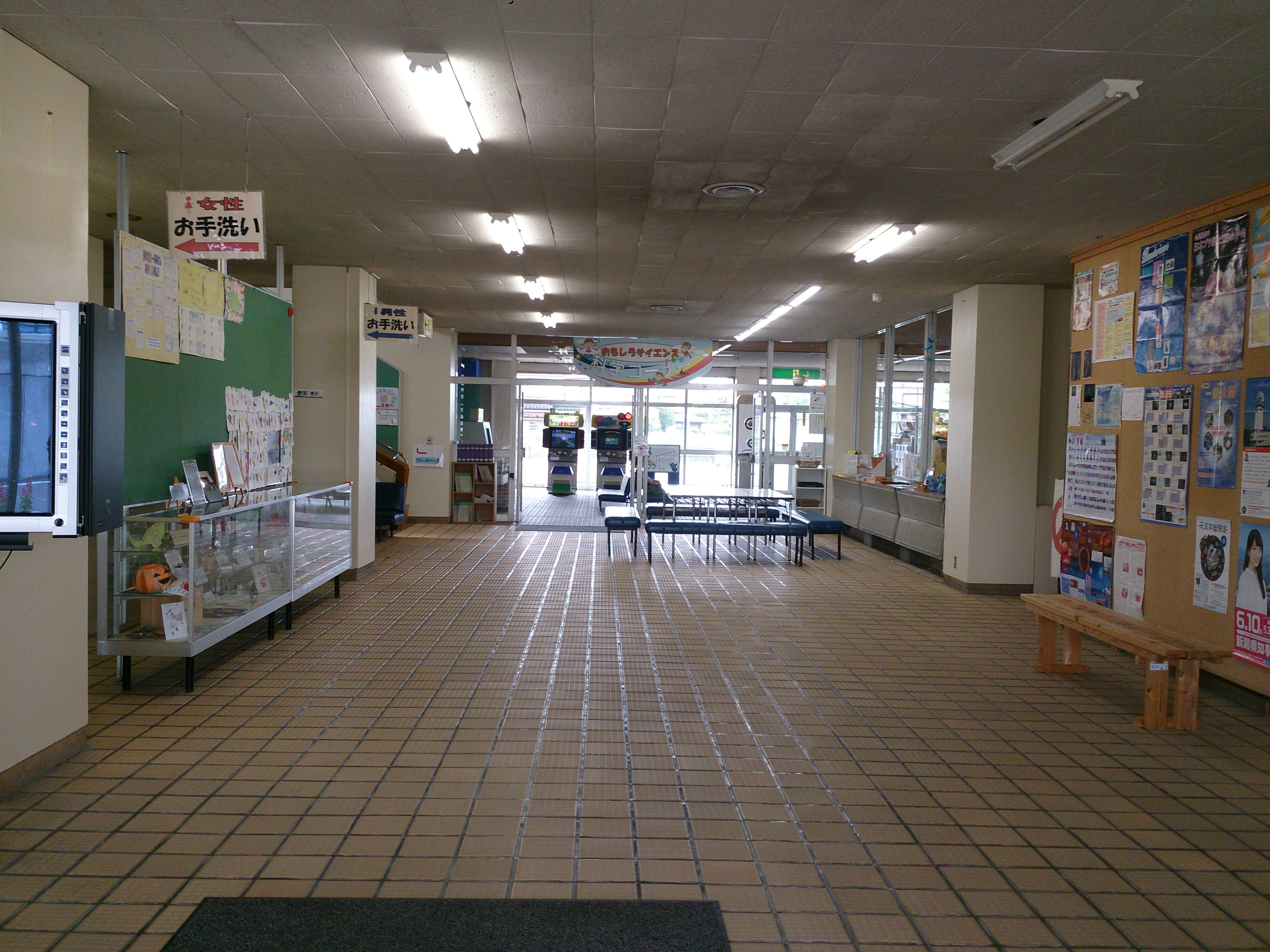
1階・休憩コーナー
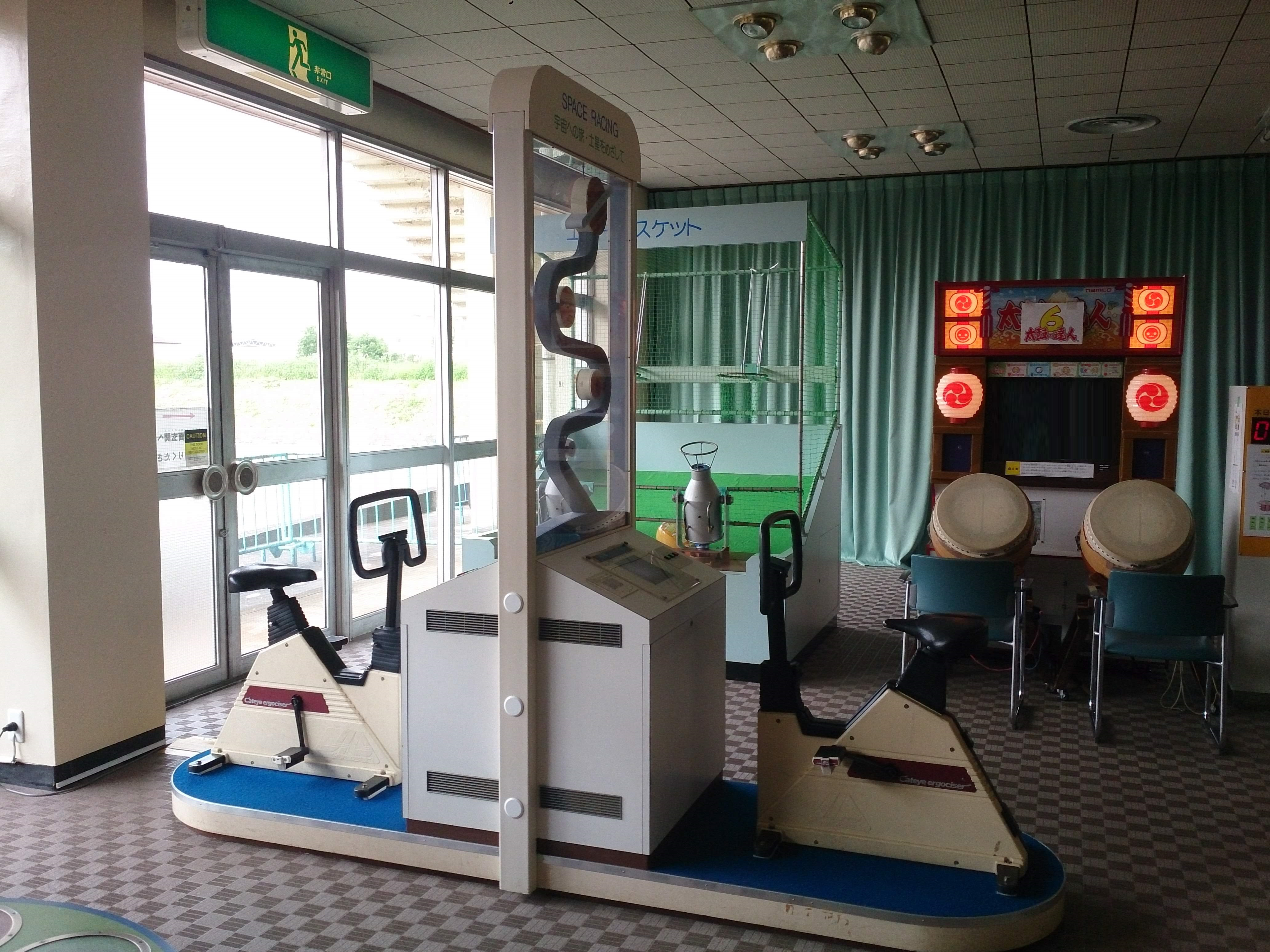
自転車を模したシミュレーション装置
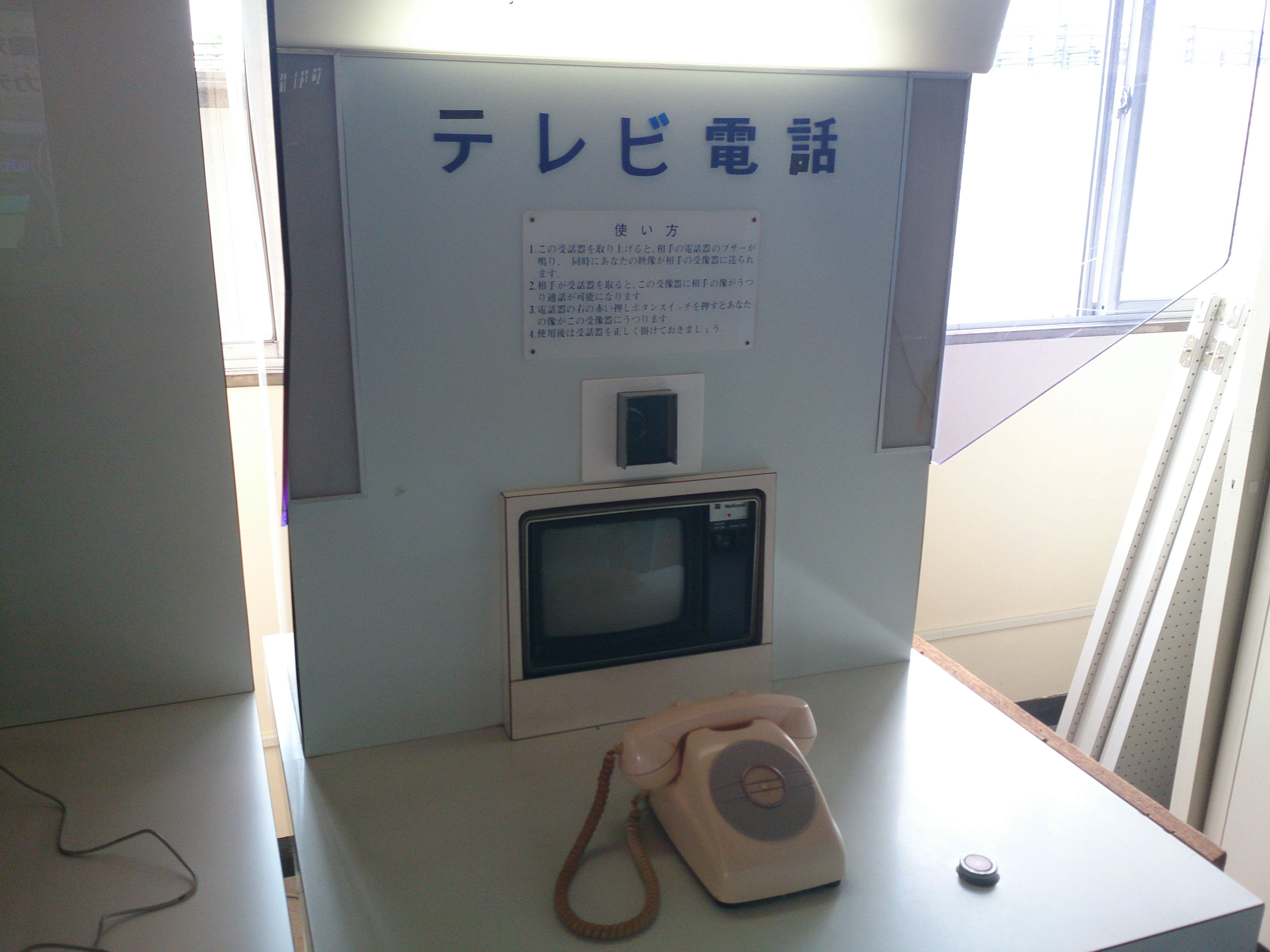
テレビ電話体験装置
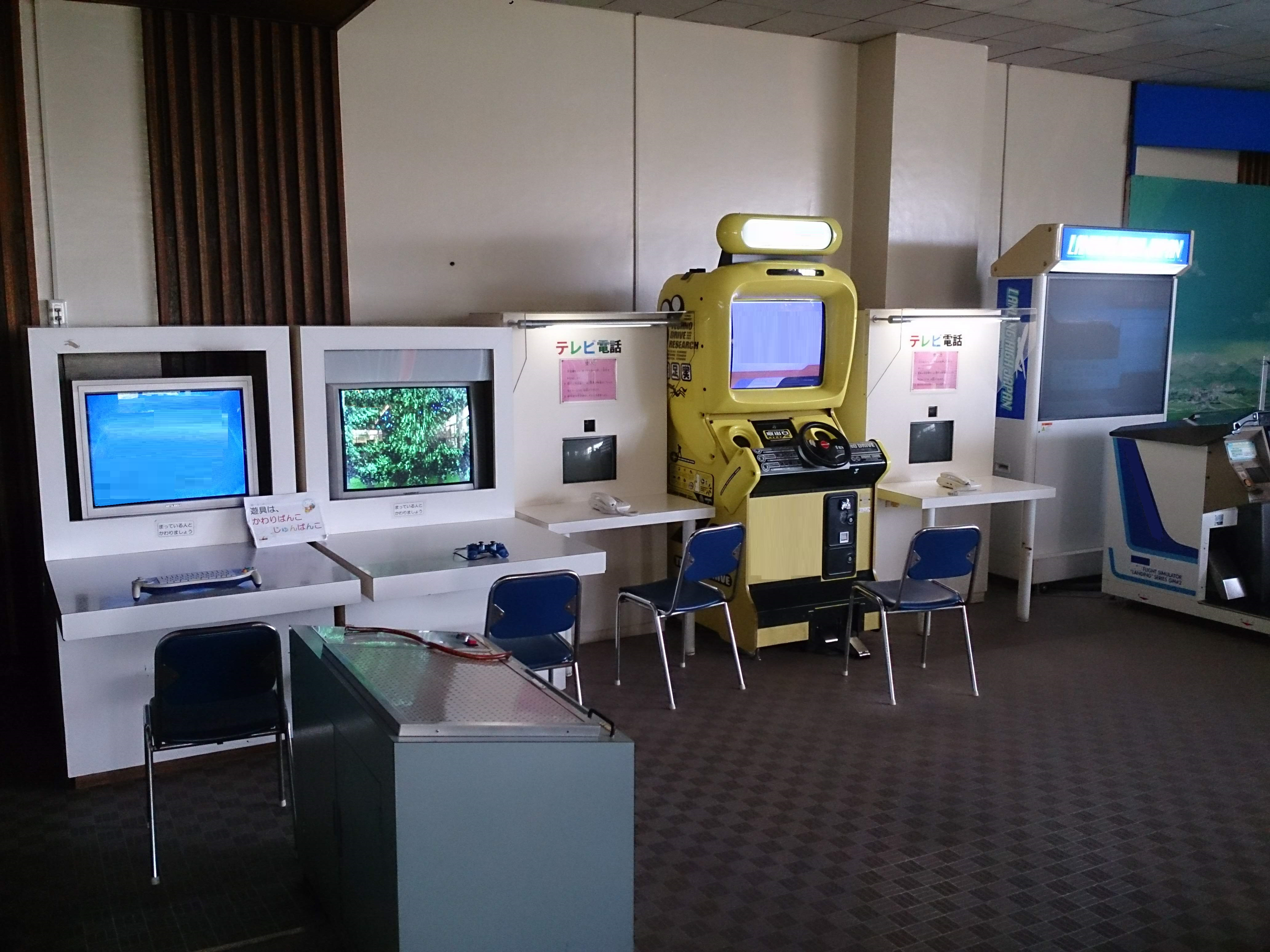
家庭用ゲーム機とアーケードゲーム機
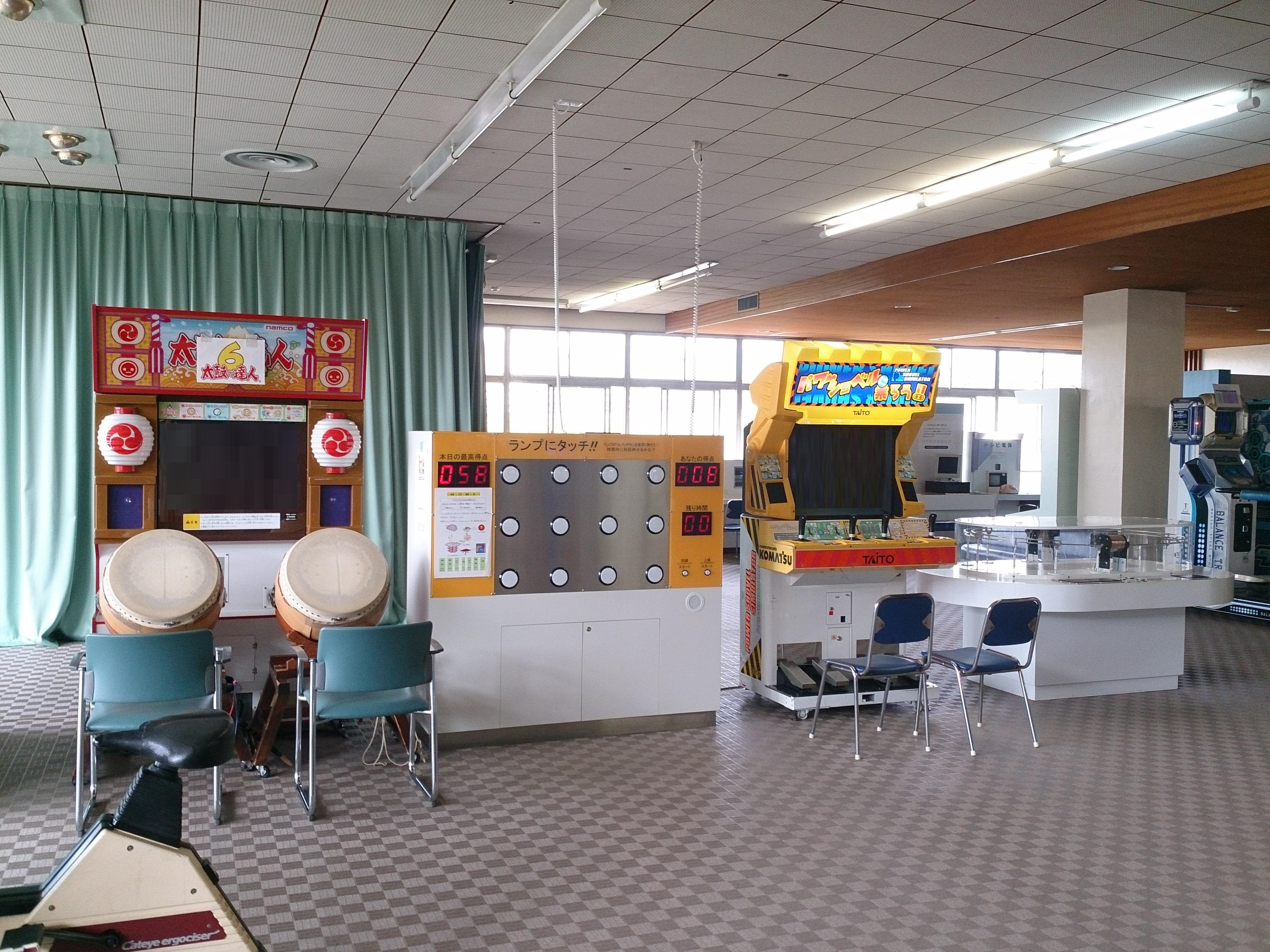
業務用アーケードゲーム機
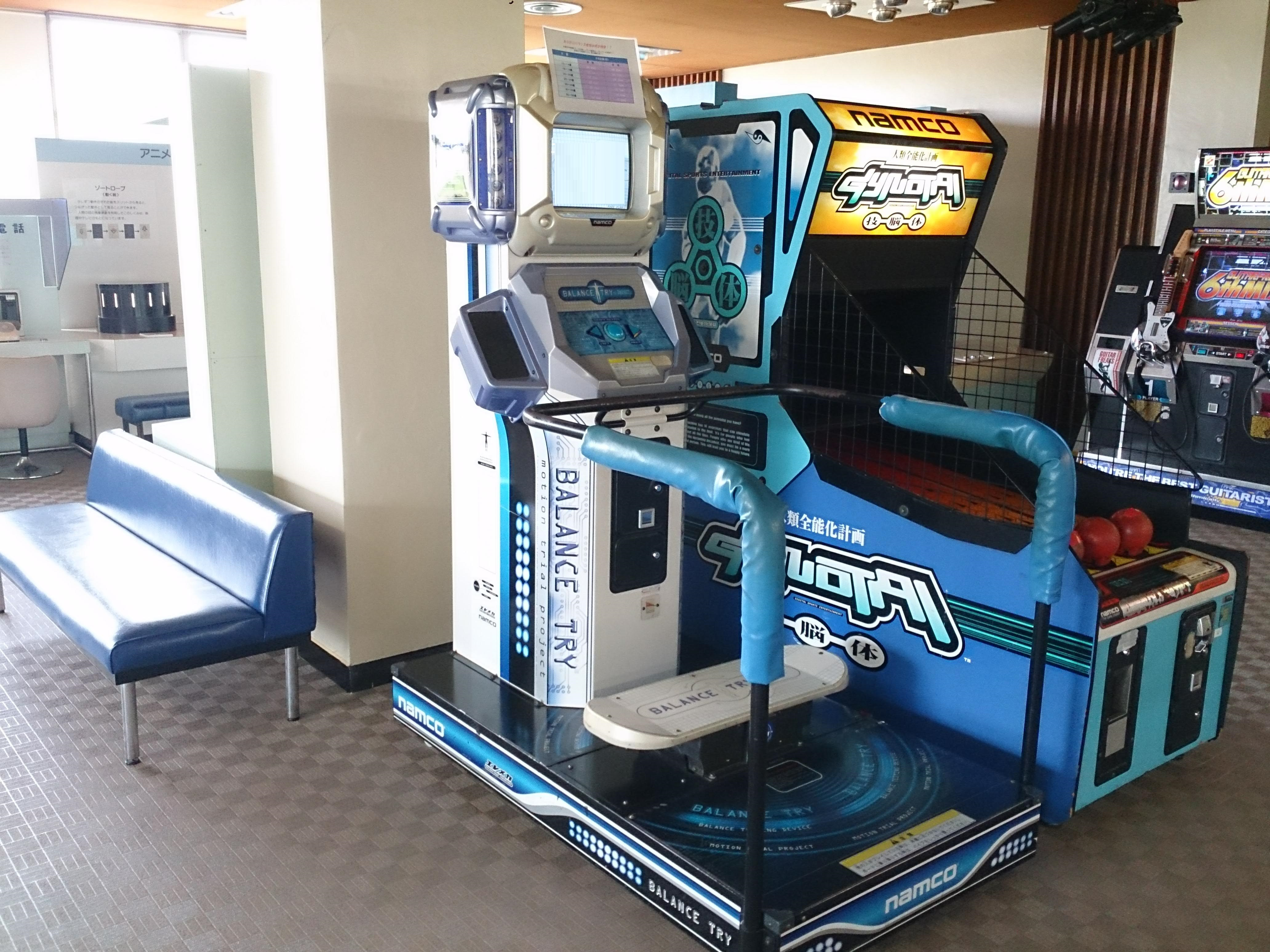
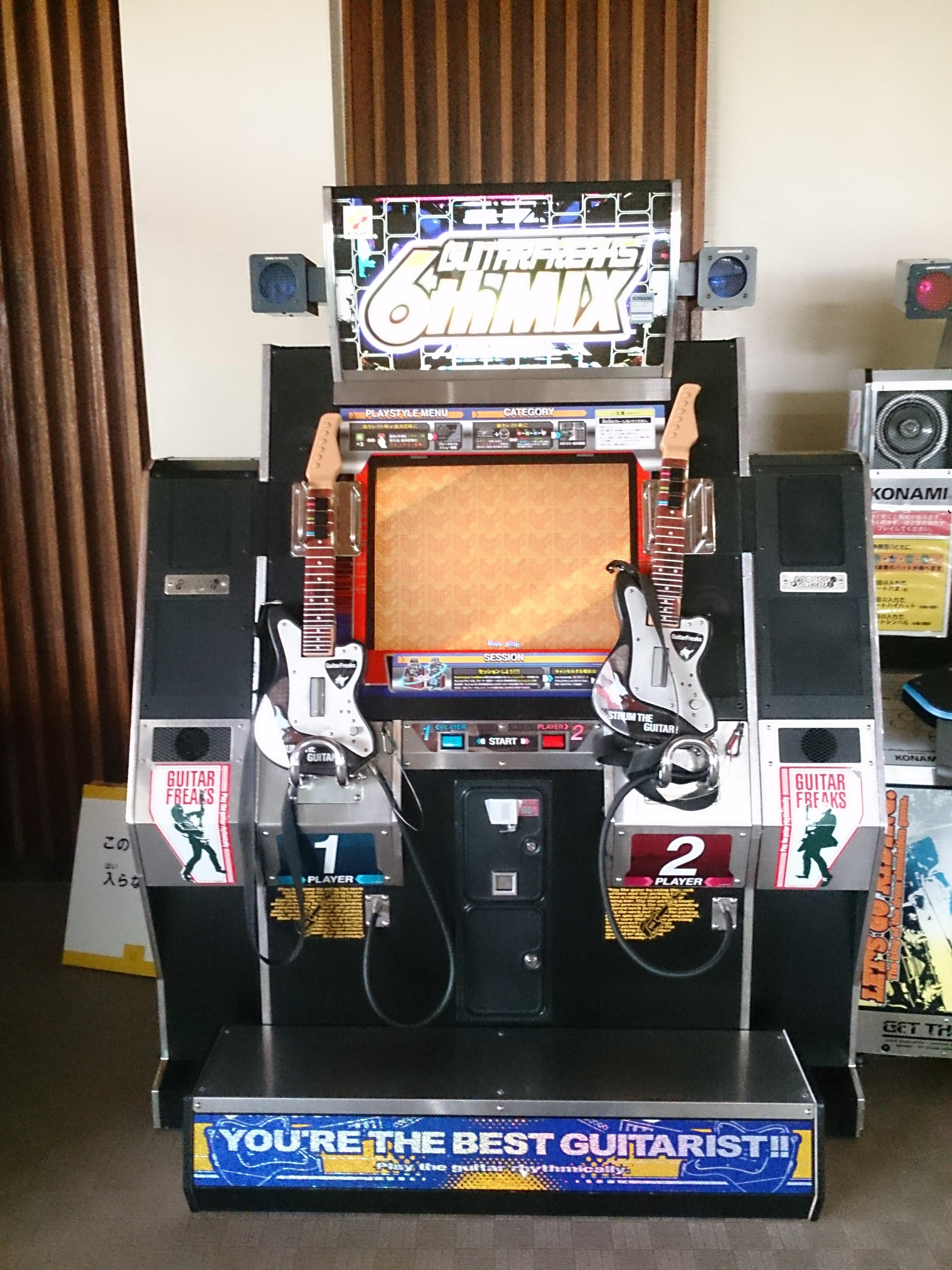
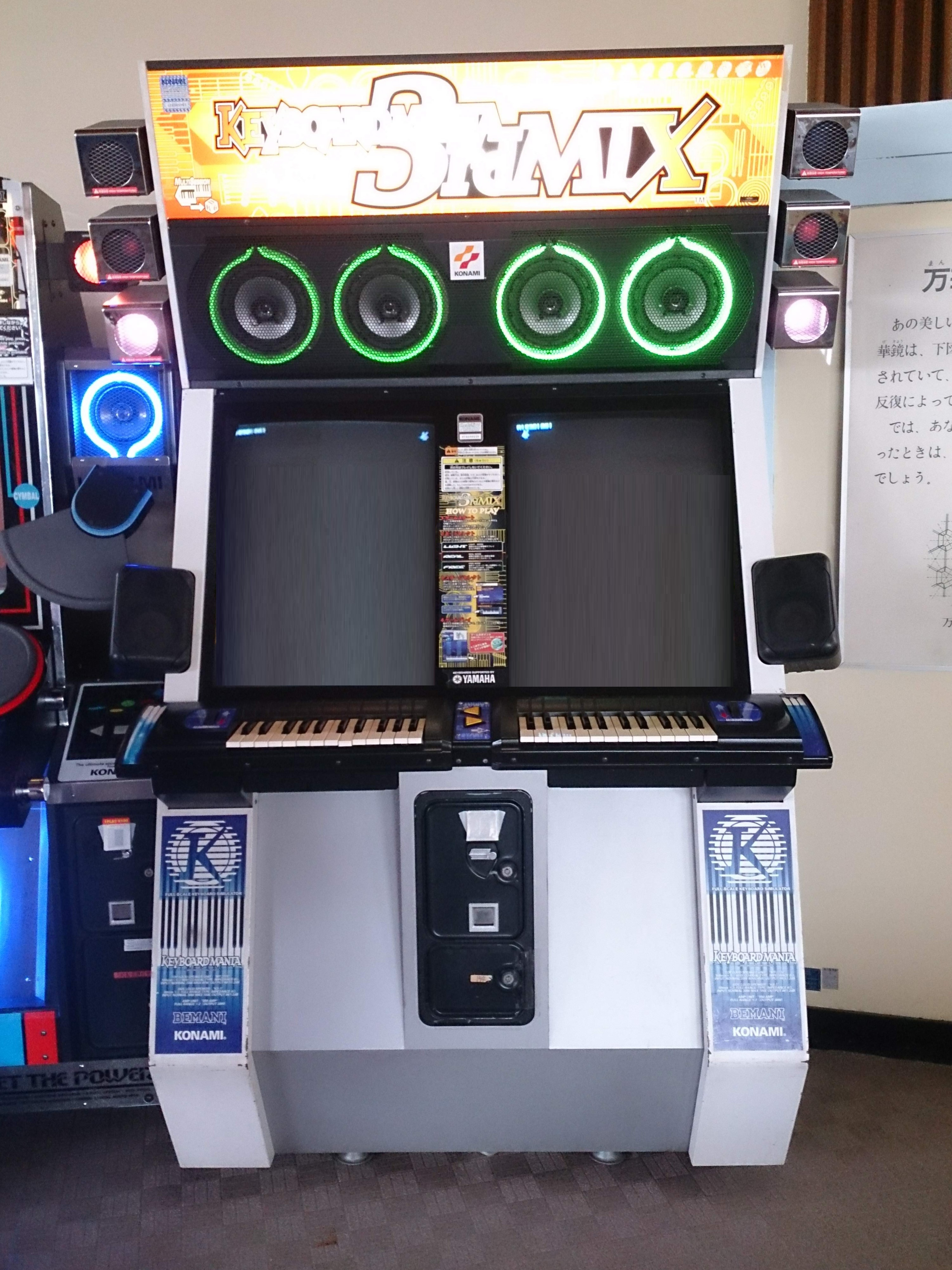
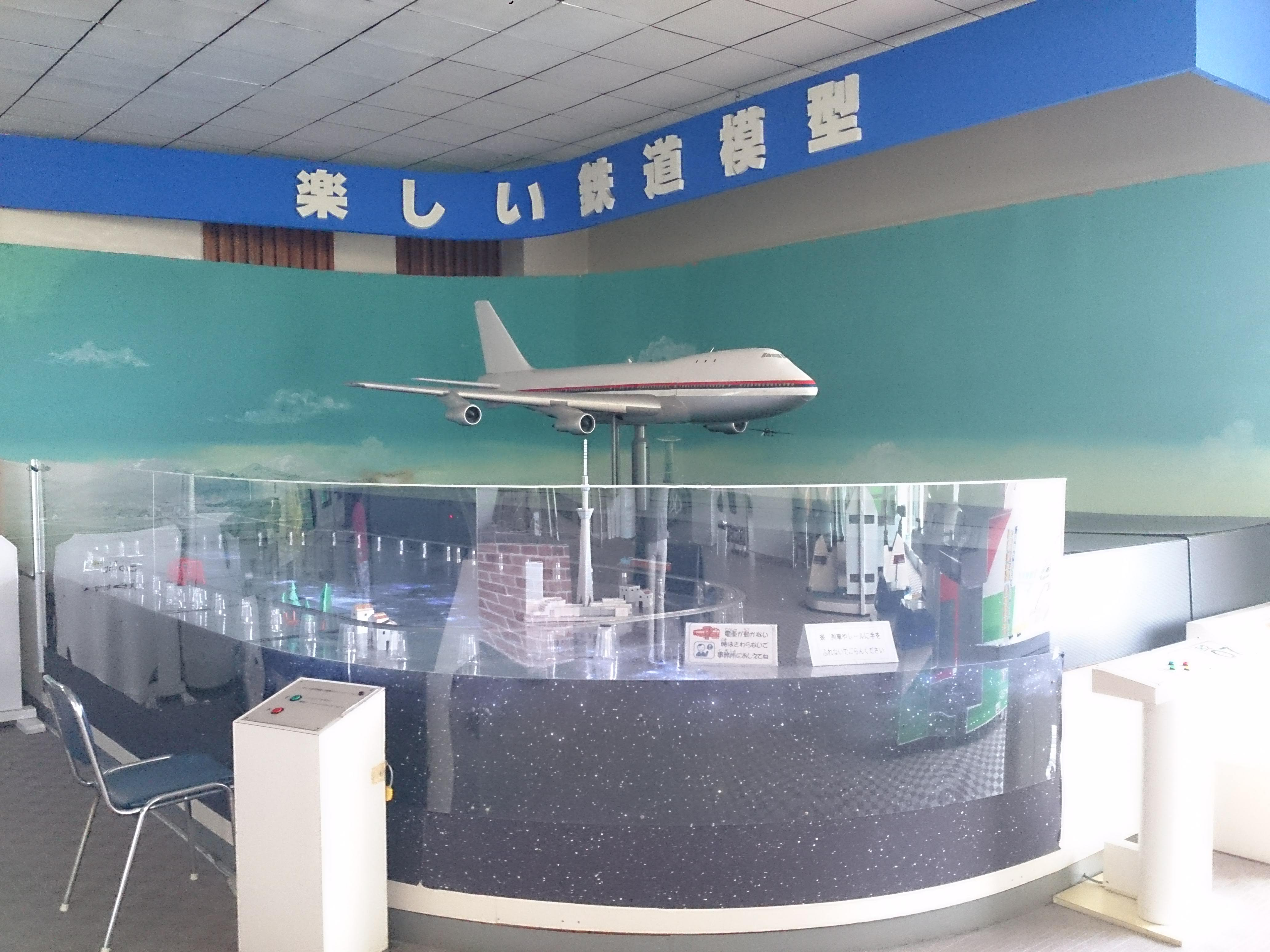
1階・飛行機模型
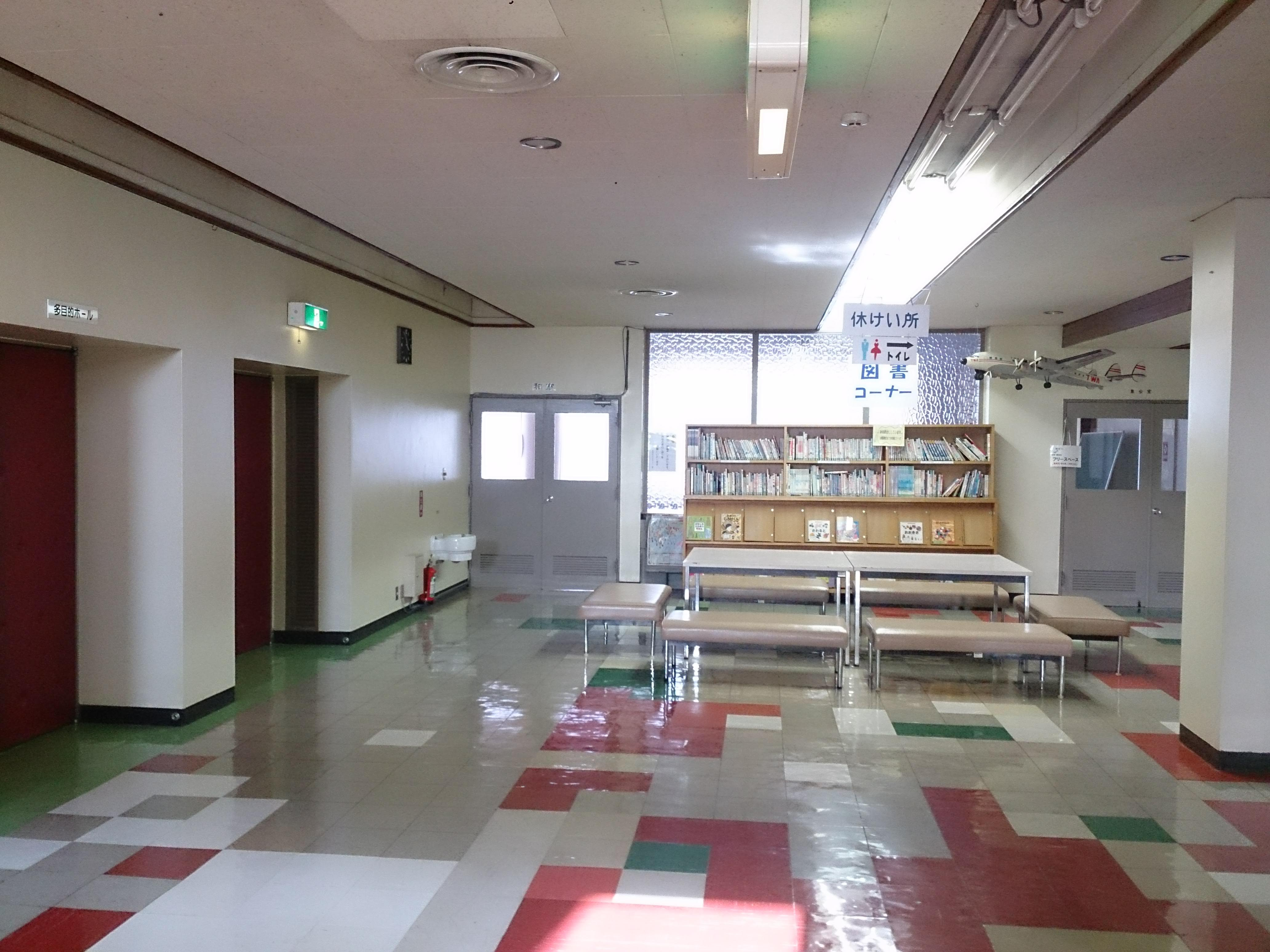
2階
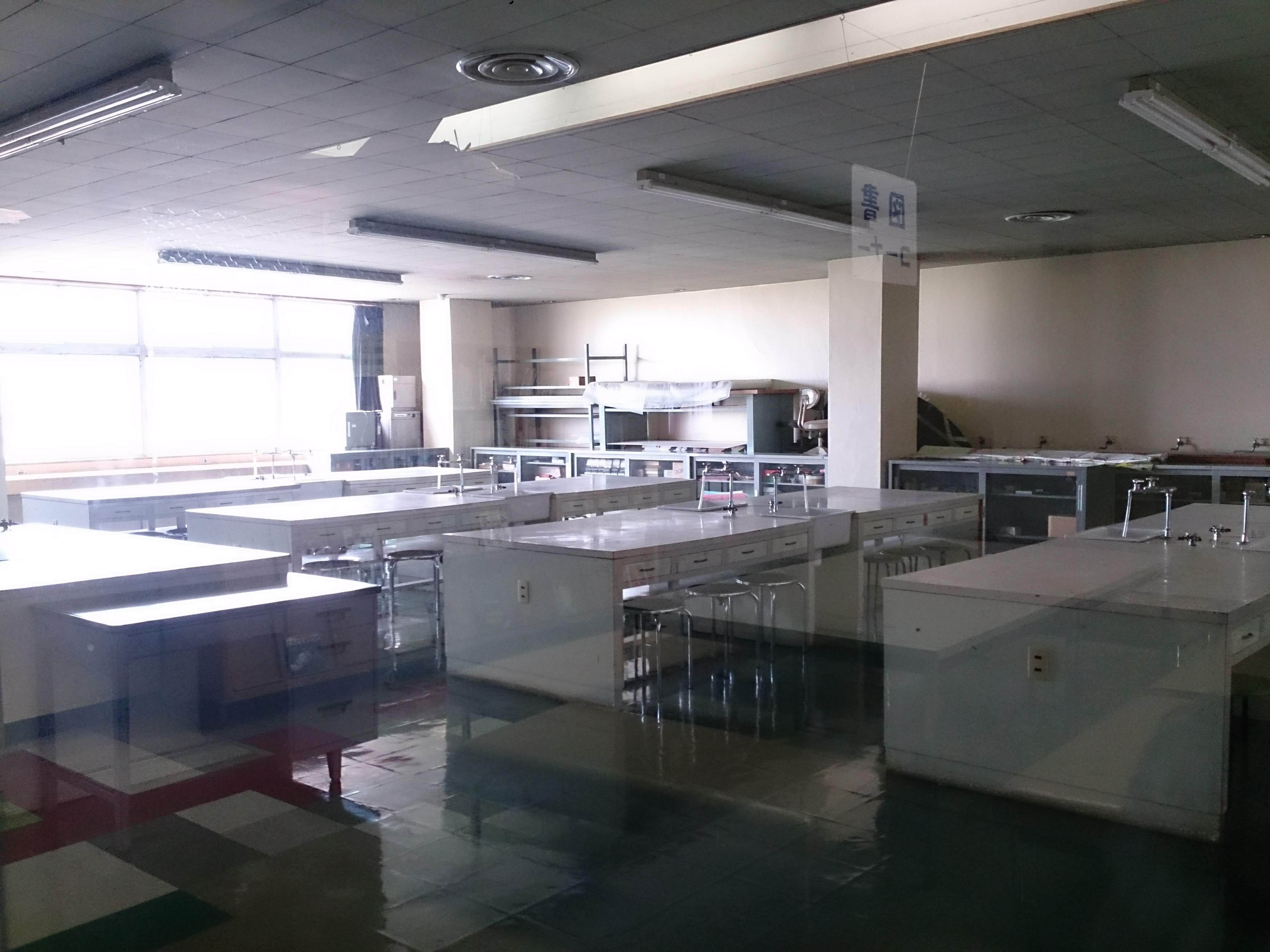
2階・科学実験室
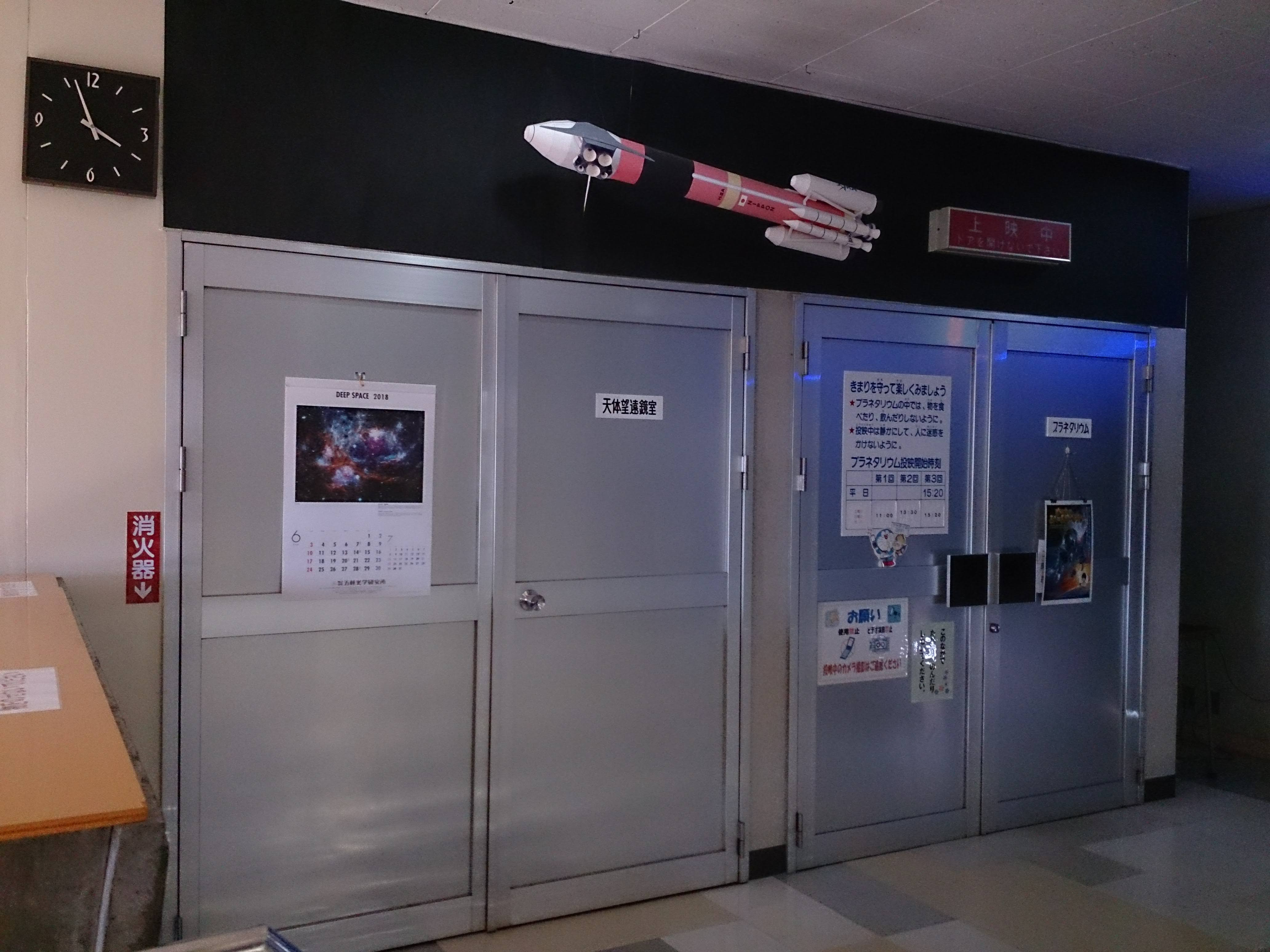
3階・プラネタリウム入口